# سعر الإنسان للحرية والعدالة
سعر الإنسان للحرية والعدالة هو تقرير مشترك من قبل مجموعة من منظمات حقوق الإنسان المستقلة في البحرين تعرض النتائج الرئيسية للجهد المستمر لتوثيق الانتهاكات التي تحدث في البحرين خلال الاحتجاجات. يقدم التقرير 87 صفحة عن خلفية هذه الاحتجاجات وتحديد وتوثيق جميع أنواع الانتهاكات التي وقعت بهدف إخماد توصيات الحكومة البحرينية وكذلك الاتحاد الأوروبي والولايات المتحدة والمفوضية السامية للأمم المتحدة لحقوق الإنسان والمحكمة الجنائية الدولية. نشر التقرير في 22 نوفمبر 2011 قبل يوم واحد من نشر اللجنة البحرينية المستقلة لتقصي الحقائق تقريرها. وجد التقرير أن الانتهاكات كانت على نطاق واسع ومنهجي. حث التقرير الأمم المتحدة إلى «إرسال بعثة عاجلة إلى البحرين للتحقيق في مقتل 4 متظاهرين على الأقل قتلوا منذ أغلقت لجنة تقصي الحقائق أبوابها».

## الخلفية
كجزء من سلسلة الاحتجاجات التي وقعت في مختلف أنحاء العالم العربي في أعقاب التضحية بالنفس والموت في نهاية المطاف من محمد البوعزيزي في تونس نزل الشيعة البحرينيون إلى الشوارع للمطالبة بحريات أكبر. كان ينظر إلى هذه الخطوة على أنها قد تكون لزعزعة الاستقرار للنظام الذي يقوده السنة في البحرين وبعد ذلك أدت حملة الحكومة الأمنية الوحشية لإخمادها على نطاق واسع وخاصة في المجال الطبي بعد دخول قوات درع الجزيرة البحرين بقيادة المملكة العربية السعودية. استعانت الحكومة البحرينية أيضا بمرتزقة باكستانيين للحفاظ على الأمن ضد المحتجين ومع ذلك استمرت الاحتجاجات المتقطعة بشكل أقل.

### الإحصائيات
- 45 قتيل.
- 1500 حالة اعتقال تعسفي.
- 1866 حالة تعذيب وسوء معاملة.
- 500 سجين رأي.
- تدمير أكثر من 40 دار عبادة.
- تسريح 2710 من العمل.
- نفي 500 شخص.
- الحكم على 3 أشخاص بالإعدام.
- حرمان 477 طالب من الدراسة.

### مجالات الانتهاكات الجسيمة للقانون الدولي لحقوق الإنسان
- الاستخدام المفرط للقوة ضد المتظاهرين.
- التعذيب وغيره من ضروب المعاملة القاسية والمهينة.
- القتل خارج نطاق القضاء.
- الاعتقالات التعسفية وحالات الاختفاء القسري.
- حرية تكوين الجمعيات والتجمع.
- حرية الرأي والتعبير.
- التمييز الديني.
- الحق في محاكمة عادلة.
- مصادرة وتدمير الممتلكات.
- هجمات على النقابيين والعمال والطلاب.
- الحرمان من الحصول على العلاج والحياد الطبي.
- استخدام المرتزقة.

## التوصيات
أوصت منظمة حقوق الإنسان البحرينية الحكومة البحرينية إلى وضع حد لانتهاكات حقوق الإنسان وتقديم تعويضات إلى الضحايا وكذلك دعت الاتحاد الأوروبي والولايات المتحدة لزيادة الوعي بالقضايا والضغط على الحكومة البحرينية للالتزام.

## ردود الفعل
قال منظمة حرية التعبير الدولية للتبادل أن هذا التقرير المشترك هو عبارة عن دراسة بحثية لمدة عام تقريبا وهناك الكثير مما ينبغي القيام به لأنه إلى حد كبير مازال الصراع مستمر ويتم الإبلاغ عن انتهاكات القانون الدولي لحقوق الإنسان كل يوم.